# Punta Paso
Punta Paso ist eine Landspitze an der Davis-Küste des Grahamlands auf der Antarktischen Halbinsel. Sie liegt nordöstlich des Kap Sterneck und ragt in die Orléans-Straße hinein.
Argentinische Wissenschaftler benannten sie. Der weitere Benennungshintergrund ist nicht überliefert.